# 크메르 공화국의 국가
《크메르 공화국의 노래》(크메르어: បទចំរៀងនៃសាធារណរដ្ឋខ្មែរ)는 크메르 공화국의 국가로, 1970년부터 1975년까지 사용되었다. 제작자는 미상인것 같다.

## 크메르어 가사
ជនជាតិខ្មែរ ល្បីពូកែមួយក្នុងលោក
មានជ័យជោគ កសាងប្រាសាទសិលា
អារ្យធម៌ ខ្ពស់ប វរជាតិសាសនា
កេរ្តិ៍ដូនតាទុកលើភពផែនដី។
ខ្មែរក្រោកឡើង
ខ្មែរក្រោកឡើង
ខ្មែរក្រោកឡើង
តស៊ូដម្កើងសាធារណរដ្ឋ
ខ្មាំងរំលោភ
ខ្មែរប្រយុទ្ធ
មិនតក់ស្លុត
យកជ័យបំផុតជូនជាតិខេមរា
ឯករាជ្យភ្លឺថ្លាជាមហាប្រទេសតទៅ។

## 한국어 가사
크메르인들의 뛰어난 능력들을 세상이 알고 있네.
승리와 성공, 석조사원을 짓는 능력으로,
가장 우수한 문명과 종교로,
우리 조상들의 유산은 전세계에서 안전하게 보호되었네.
크메르인들이여 일어나라!
크메르인들이여 일어나라!
크메르인들이여 일어나라!
공화국을 세우기 위한 투쟁으로!
적이 침공해와도, 두려워말라,
크메르인들에게 궁극적인 승리를 가져와라
독립이 이제 우수한 나라의 길로 빛나게 하라!